# Quando la notte
Pour plus de détails, voir Fiche technique et Distribution.
Quando la notte est un film dramatique italien réalisé par Cristina Comencini et sorti en 2011.
Adapté du roman Quando la notte de Comencini elle-même, le film est présenté en compétition à la 68e Mostra de Venise. Il a été tourné à Macugnaga, dans le Piémont, au pied du Mont Rose.

## Synopsis
Marina est en vacances à la montagne avec son fils Marco. Elle loue une maison qu'elle partage avec Manfred, le propriétaire de la maison, un guide de montagne bourru et taciturne, qui a été abandonné par sa mère lorsqu'il était enfant.
Marina a une relation difficile avec son fils de deux ans, qui bouge beaucoup et dort peu, obligeant sa mère à passer des nuits blanches qui la désespèrent. Une nuit, Manfred entend les cris de sa mère et les pleurs du bébé, qui cessent soudain après un bruit sourd et sinistre. Manfred monte alors à l'étage et commence à frapper à la porte ; n'obtenant pas de réponse, il enfonce la porte et trouve Marco en sang sur le sol et Marina dans un coin. Il les emmène tous deux aux urgences où Marco est soigné.
Marina ne mentionne pas l'incident à son mari. Quelques jours plus tard, Manfred invite Marina à l'accompagner à la cabane de son frère, au sommet de la montagne qui surplombe le village. En chemin, Manfred fait comprendre à Marina qu'il est convaincu que c'est elle qui a blessé son fils. Lorsqu'ils arrivent au refuge, Marco se lie immédiatement d'amitié avec les enfants d'Albert, le frère de Manfred, et Marina décide de rester quelques jours au refuge. Le dernier soir, une fête est organisée au refuge et Stefan, le jeune frère de Manfred, passe la soirée à danser avec Marina, ce qui suscite la jalousie de Manfred. Les deux se disputent et Albert est obligé de les séparer, puis il intime l'ordre à Manfred de ne plus jamais revenir à la cabane.
Manfred prend seul la route du village dans l'obscurité, mais à mi-chemin, il glisse et tombe dans une crevasse. Marina, qui a entre-temps quitté la cabane, ne voit pas revenir Manfred et appelle les secours, qui le trouvent blessé au fond de la crevasse. A cette occasion, Marina rencontre Luna, la femme de Manfred, qui l'invite à rendre visite à son mari à l'hôpital. Marina avoue à Manfred qu'elle a volontairement blessé le fils qu'elle aime. La scène se termine avec Marina et Manfred enlacés sur le lit d'hôpital, conscients qu'ils ne peuvent pas vivre ensemble.
Quatorze ans plus tard, Marina revient seule au refuge, où elle apprend que Manfred et Luna ont ouvert un hôtel dans la vieille maison. Lors d'une forte chute de neige, Marina descend de la montagne dans le dernier téléphérique, et elle croise alors Manfred. Manfred parvient à atteindre le wagon dans lequel Marina voyage et les deux passent la nuit ensemble. À partir de ce moment-là, ils ne se reverront plus jamais et le film se termine avec Manfred descendant de la montagne et Marina dans le métro de sa ville. Dans la scène finale, les deux téléphériques se croisent ; ils ralentissent quelques instants jusqu'à presque s'arrêter, puis reprennent leur voyage solitaire.

## Fiche technique
- Titre original italien : Quando la notte[1] (litt. « Lorsque la nuit »)
- Réalisation : Cristina Comencini
- Scénario : Cristina Comencini, Doriana Leondeff (it)
- Photographie : Italo Petriccione (it)
- Montage : Francesca Calvelli
- Musique : Andrea Farri (it)
- Décors : Maurizio Leonardi
- Production : Fabio Massimo Cacciatori (it)
- Sociétés de production : Cattleya, Rai Cinema
- Pays de production :  Italie
- Langue originale : italien
- Format : couleurs - 2,35:1
- Durée : 108 minutes
- Genre : drame
- Dates de sortie :
  - Italie : 7 septembre 2011 (Mostra de Venise 2011) ; 28 octobre 2011 (sortie nationale)

## Distribution
- Claudia Pandolfi : Marina Dolci
- Filippo Timi : Manfred Sane
- Thomas Trabacchi : Albert Sane
- Michela Cescon : Bianca
- Franco Trevisi : Gustav Sane
- Denis Fasolo : Stefan Sane
- Manuela Mandracchia : Luna